# Земля Короля Карла
Земля Короля Карла (норв. Kong Karls Land) — група островів у архіпелазі Свальбард. Група включає 5 островів: Конгсейя (норв. Kongsøya), Свенскея (норв. Svenskøya), Абелея (норв. Abeløya), Хельголандея (норв. Helgolandøya), Тирпицея (норв. Tirpitzøya).
Земля Короля Карла була відкрита експедицією, відправленої Московською компанією в 1617 році, ймовірно, з високої точки на острові Баренца. Вони назвали групу Острови Вайча (Wiche Islands) на честь члена компанії Річарда Вайча.

## Галерея

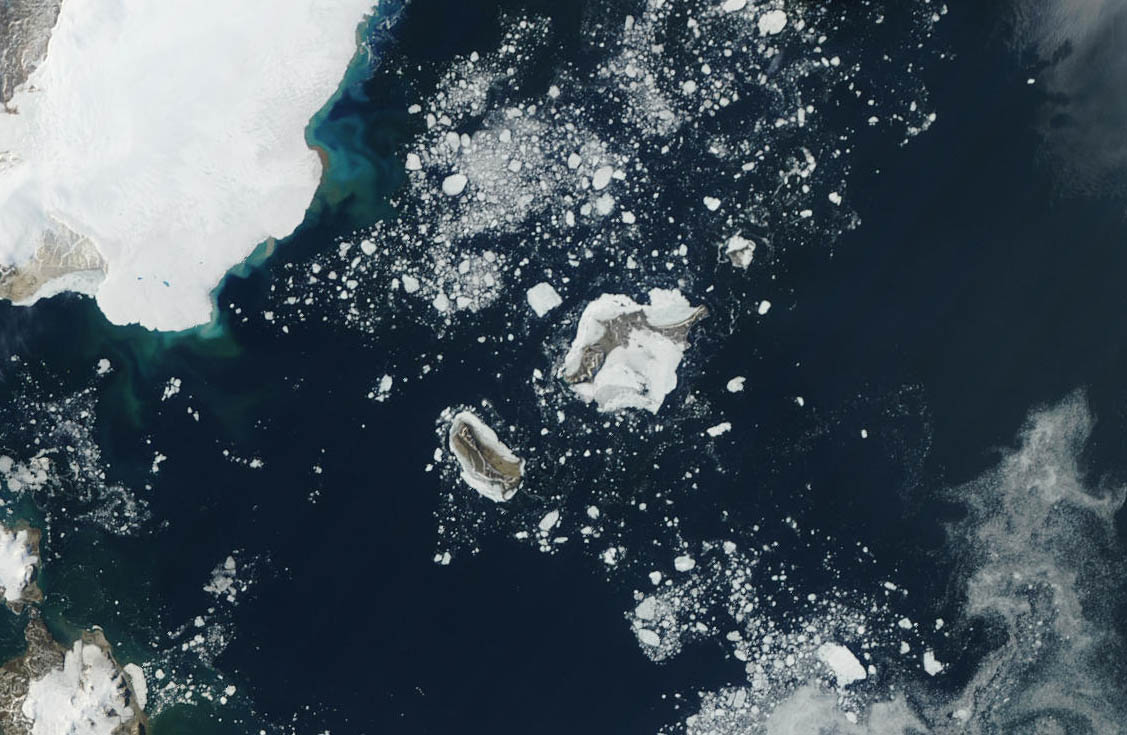
Супутниковий знімок Землі Короля Карла 2002 року